# Boisselée
La boisselée, plus précisément la boisselée de terre, est une ancienne mesure de surface de terres cultivables. Mesure agraire surtout répandue dans le centre de la France, elle correspondant à la surface de terre pouvant être ensemencée avec un boisseau de grains. Le même mot désigne aussi la quantité de grain contenu dans un boisseau, et est donc synonyme de boisseau.
- 1 boisselée = environ 430 mètres carrés
- 8 boisselées = environ 1 arpent (soit 3418 4/5 mètres carrés)

## Littérature
- Johann Georg Krünitz, Friedrich Jacob Floerken et. al. Ökonomische Enzyklopädie. Joachim Pauli, Berlin 1778 [lire en ligne].
- Centre national de ressources textuelles et lexicales, boisselée.